# Лернамердз
Лернамердз (арм. Լեռնամերձ) — село в Армавирской области Армении.

## География
Село расположено в северо-восточной части марза, к западу от реки Касах, на расстоянии 25 километров к северо-востоку от города Армавир, административного центра области. Абсолютная высота — 975 метров над уровнем моря.
Климат
Климат характеризуется как семиаридный (BSk в классификации климатов Кёппена). Среднегодовая температура воздуха составляет 11,4 °C. Средняя температура самого холодного месяца (января) составляет −3,4 °С, самого жаркого месяца (июля) — 24,5 °С. Расчётная многолетняя норма атмосферных осадков — 325 мм. Наибольшее количество осадков выпадает в мае (56 мм).

## Население
| Год переписи | Население          | Население          | Население          | Население            | Население            | Население            |
| Год переписи | Наличное население | Наличное население | Наличное население | Постоянное население | Постоянное население | Постоянное население |
| Год переписи | Всего              | Мужчины            | Женщины            | Всего                | Мужчины              | Женщины              |
| ------------ | ------------------ | ------------------ | ------------------ | -------------------- | -------------------- | -------------------- |
| 2001         | 395                | 197                | 198                | 405                  | 206                  | 199                  |
| 2011         | 367                | 186                | 181                | 384                  | 197                  | 187                  |